# 第14特科隊
第14特科隊（だいじゅうよんとっかたい、JGSDF 14th Artillery Unit）は、陸上自衛隊松山駐屯地（愛媛県松山市）に駐屯していた第14旅団隷下の野戦特科部隊であり、2018年（平成30年）3月26日に廃止され中部方面特科隊に改編された。

## 概要
2006年（平成18年）3月に第2混成団の第14旅団への改編に伴い、第2混成団特科大隊を母体に第14特科隊として新編。中部方面特科隊への改編に伴い廃止された。隊長は1等陸佐（三）が充てられ、松山駐屯地司令を兼務していた。

## 沿革
(前身である第2混成団特科大隊を含む)
第2混成団特科大隊
- 1981年（昭和56年）3月25日：第2混成団新編に伴い、第2混成団特科大隊が日本原駐屯地に新編。

1. 第2混成団特科大隊本部が第13特科連隊第4大隊本部を基幹として新編。
2. 第1射撃中隊が第13特科連隊第4大隊第7射撃中隊を基幹として新編。
3. 第2射撃中隊が第13特科連隊第4大隊第8射撃中隊を基幹として新編。
4. 第3射撃中隊が第13特科連隊第5大隊第12射撃中隊を基幹として新編。
5. 高射中隊が第6大隊の一部の人員装備をもって新編。

- 1989年（平成元年）3月24日：第3射撃中隊に155mmりゅう弾砲 FH70が配備。
- 1994年（平成06年）3月29日：第2混成団特科大隊が日本原駐屯地から松山駐屯地に移駐。大隊長が松山駐屯地司令に職務指定。
- 2003年（平成15年）3月14日：陸上自衛隊松山自動車教習所が廃止[1]。

第14特科隊
- 2006年（平成18年）3月27日：第14特科隊が第2混成団特科大隊を基幹として松山駐屯地に新編。

1. 第2混成団特科大隊高射中隊が第14高射特科中隊として分離・独立。
2. 整備部門が第14後方支援隊第2整備中隊特科直接支援小隊（第14特科隊を支援）へ移管。
3. 特科隊長が松山駐屯地司令に職務指定。

- 2018年（平成30年）3月26日：第14旅団の機動旅団への改編に伴い廃止。

1. 3個射撃中隊は中部方面特科隊として再編成[2]。
2. 隊本部機能の一部を第14旅団司令部の火力調整部として編成。
3. 一部を第15即応機動連隊の火力支援中隊および第50普通科連隊の重迫撃砲中隊へ分散配置。

## 廃止時の部隊編成
- 第14特科隊本部
- 本部管理中隊「14特-本」：対砲レーダ装置 JTPS-P16、気象測定装置 JMMQ-M5
- 第1射撃中隊「14特-1」：155mmりゅう弾砲 FH70、中砲けん引車
- 第2射撃中隊「14特-2」：155mmりゅう弾砲 FH70、中砲けん引車
- 第3射撃中隊「14特-3」：155mmりゅう弾砲 FH70、中砲けん引車

## 整備支援部隊
- 第14後方支援隊第2整備中隊特科直接支援小隊「14後支-2整」（松山駐屯地）：2006年（平成18年）3月27日から2018年（平成30年）3月25日の間。

## 歴代の第14特科隊長
| 代 | 氏名       | 在職期間                        | 前職                         | 後職                               |
| -- | ---------- | ------------------------------- | ---------------------------- | ---------------------------------- |
| 01 | 幸野英明   | 2006年03月27日 - 2008年07月31日 | 陸上自衛隊幹部学校付         | 東北方面総監部人事部人事課長       |
| 02 | 大上明彦   | 2008年08月01日 - 2010年11月30日 | 中部方面総監部防衛部勤務     | 中部方面総監部装備部後方運用課長   |
| 03 | 興梠隆博   | 2010年12月01日 - 2012年12月03日 | 富士教導団本部高級幕僚       | 陸上自衛隊幹部学校総務部総務課長   |
| 04 | 前田利徳   | 2012年12月04日 - 2014年07月31日 | 陸上自衛隊幹部学校学校教官   | 陸上自衛隊富士学校特科部研究課長   |
| 05 | 財津耕一郎 | 2014年08月01日 - 2017年03月22日 | 陸上自衛隊研究本部研究員     | 防衛研究所主任研究官               |
| 06 | 内野敏紀   | 2017年03月23日 - 2018年03月26日 | 西部方面総監部人事部人事課長 | 中部方面特科隊長 兼 松山駐屯地司令 |

## 主要装備
- 155mmりゅう弾砲 FH70
- 中砲けん引車
- 対砲レーダ装置 JTPS-P16
- 1/2tトラック / 73式小型トラック
- 1 1/2tトラック / 73式中型トラック
- 3 1/2tトラック / 73式大型トラック
- 89式5.56mm小銃

過去の装備
- 76式対砲レーダ装置 JMPQ-P7

## 警備隊区
宇和島地区1市3町を除く愛媛県全域。